# Nägeli (Patrizierfamilie)

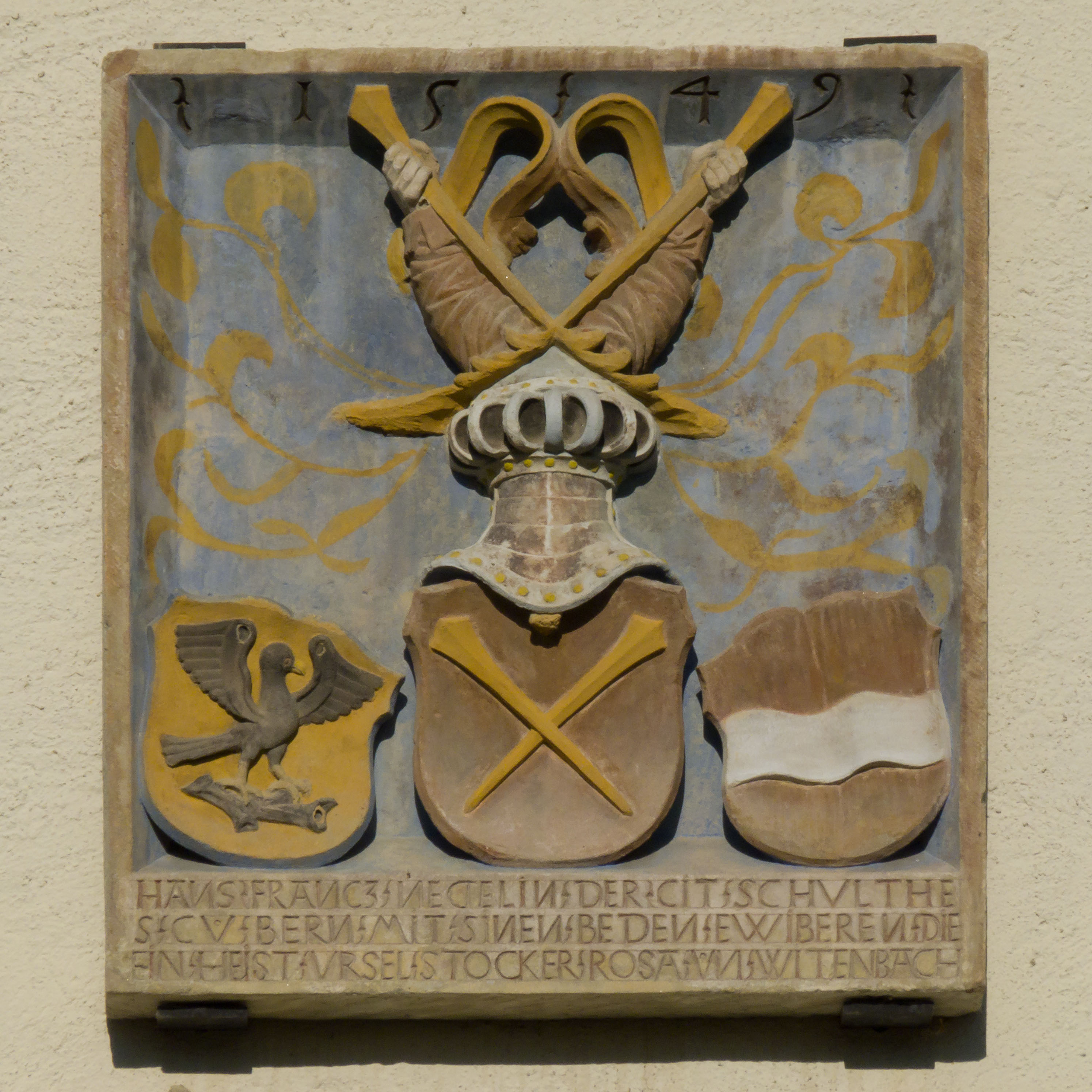
Wappen Nägeli (1549)

Die Familie Nägeli ist eine ausgestorbene Berner Patrizierfamilie der Gesellschaft zum Distelzwang und der Zunftgesellschaft zu Schmieden.

## Geschichte
Der aus Klingnau stammende Burkhart Nägeli († 1468) erhielt 1438 das Burgerrecht von Stadt Bern. Er heiratete in dritter Ehe Benedicta von Hürnberg, aus einer begüterten Berner Ratsfamilie.
Angehörige der Familie besassen die Herrschaften Münsingen, Bremgarten und Bümpliz.
Die Nägeli erloschen 1741 im Mannsstamm mit dem Ohmgeldner Hans Rudolf Nägeli (V.).

## Personen
- Burkhart Nägeli (I.) († 1468), Burger von Bern (1438), Mitglied des Grossen Rats, Mitglied des Kleinen Rats, Mitherr zu Münsingen.
- Hans Rudolf Nägeli (I.) († 1522), Mitglied des Grossen Rats, Mitglied des Kleinen Rats, Schultheiss von Thun, Gesandter, Mitherr zu Münsingen.
- Sebastian Nägeli (I.) († 1549), Chorherr in Zofingen, Stiftspropst in Bern, Mitglied des Grossen Rats, Landvogt zu Lausanne.
- Hans Franz Nägeli (I.) (1496–1579), Mitglied des Grossen Rats, Schultheiss von Burgdorf, Mitglied des Kleinen Rats, Seckelmeister, Schultheiss von Bern, Herr zu Bremgarten, Mitherr zu Münsingen
- Hans Rudolf Nägeli (II.) († 1561), Mitglied des Grossen Rats, Mitglied des Kleinen Rats, Landvogt zu Aigle, Landvogt zu Thonon.
- Ludwig Nägeli († 1564), Mitglied des Grossen Rats.
- Sebastian Nägeli (II.) († 1549)
- Burkhart Nägeli (II.) († 1574), Mitglied des Grossen Rats, Landvogt zu Ternier, Landvogt zu Romainmôtier.
- Bendicht Nägeli (1539–1577), Mitglied des Grossen Rats, Landvogt zu Aarburg, wird aufgrund von Grobheit von seiner Frau geschieden und verliert 1575 das Burgerrecht, 1577 erhält er das Burgerrecht erneut.
- Hans Franz Nägeli (II.) (1544–1577), Mitglied des Grossen Rats.
- Hans Franz Nägeli (III.) (1564–1616), Mitglied des Grossen Rats.
- Hans Rudolf Nägeli (III.) (1627–1702), Mitglied des Grossen Rats, Stiftschaffner in Zofingen
- Vincenz Nägeli (1601–1658), Mitglied des Grossen Rats, Mitherr zu Bümpliz
- Hans Franz Nägeli (IV.) (1661–1724), Mitglied des Grossen Rats, Landvogt zu Payerne
- Burkhart Nägeli (III.) (1658–1716), Mitglied des Grossen Rats, Landvogt zu St. Johannsen, Landvogt zu Oberhofen, Mitherr zu Bümpliz.
- Hans Rudolf Nägeli (V.) (1698–1741), Mitglied des Grossen Rats, Ohmgeldner, ultimus.